# Segunda División B de España 1985-86
La temporada 1985–86 de la Segunda División B de España de fútbol corresponde a la 9.ª edición del campeonato y se disputó entre el 31 de agosto de 1985 y el 18 de mayo de 1986.
En esta temporada se produjo el primero de los cambios importantes desde la creación de la categoría. Se pretendía la fusión de los dos grupos en tan solo uno. Fue así como se dividió la competición en dos grupos de 20 equipos pero los trece últimos clasificados de cada grupo descendían a Tercera ascendiendo de categoría tan solo los dos campeones de grupo.

## Sistema de competición
Participaron cuarenta clubes de toda la geografía española. Encuadrados en dos grupos, se enfrentaron todos contra todos en dos ocasiones -una en campo propio y otra en campo contrario- durante un total de 38 jornadas. El orden de los encuentros se decidía por sorteo antes de empezar la competición. La Real Federación Española de Fútbol era la responsable de designar a los árbitros de cada encuentro.
El ganador de un partido obtenía dos puntos, el perdedor no sumaba puntos, y en caso de un empate había un punto para cada equipo. Al término del campeonato, el equipo que acumulaba más puntos se proclamaba campeón y ascendía a Segunda División.
Los trece últimos equipos clasificados de cada grupo descendían a Tercera División.

## Nota
Hoy en día hay clubes que su nombre han derivado a idiomas como catalán-valenciano-balear, euskera o gallego; pero para reflejar la realidad de la época, los nombres de los equipos aparecen tal y como se inscribieron para competir en esta temporada.

## Equipos de la temporada 1985/86
| Datos de ascensos y descensos |
| --- |
| CF Calvo Sotelo, Granada CF, CF Lorca Deportiva y UD Salamanca descienden de Segunda División A. Albacete Balompié, Deportivo Aragón, AD Rayo Vallecano y Sestao SC ascienden a Segunda División A. CD Antequerano, Real Avilés Industrial, CD Badajoz, Club Erandio, Atlético Marbella y Osasuna Promesas descienden a Tercera División. Betis Deportivo, Córdoba CF, CD Lalín, CD Orense, UP Plasencia y Real Burgos CF ascienden a Segunda División B. |

### Grupo I
En este grupo se encuentran los equipos de: Galicia (5), Asturias (1), País Vasco (2), Cataluña (5),  Castilla y León (4), Aragón (2) y Principado de Andorra (1).
| - Arosa SC - SD Compostela - CD Lalín - CD Orense - Pontevedra CF - Sporting Atlético - Deportivo Alavés - San Sebastián CF - FC Barcelona Aficionados - UD Figueras |  | - CD Hospitalet - Gimnàstic de Tarragona - UE Lleida - Palencia CF - Real Burgos CF - UD Salamanca - Zamora CF - CD Binéfar - CD Endesa Andorra - FC Andorra |

### Grupo II
En este grupo se encuentran los equipos de: Comunidad Valenciana (3), Comunidad de Madrid (2), Andalucía (8), Islas Baleares (2), Región de Murcia (1), Extremadura (1), Castilla-La Mancha (2), y la ciudad autónoma de Ceuta (1).
| - CD Alcoyano - Levante UD - Orihuela Deportiva CF - RSD Alcalá - AD Parla - Algeciras CF - Betis Deportivo - Córdoba CF - Granada CF - Real Jaén CF |  | - Linares CF - RB Linense - Xerez CD - CD Manacor - UD Poblense - CF Lorca Deportiva - UP Plasencia - CF Calvo Sotelo - Talavera CF - AD Ceuta |

## Resultados y clasificaciones

### Grupo I

#### Clasificación
| Pos. | Equipo                         | Pts. | PJ | G  | E  | P  | GF | GC | Dif. | Clasificación               |
| ---- | ------------------------------ | ---- | -- | -- | -- | -- | -- | -- | ---- | --------------------------- |
| 1    | U. D. Figueras (C, A)          | 55   | 38 | 22 | 11 | 5  | 71 | 31 | +40  | Ascenso a Segunda División  |
| 2    | Real Burgos C. F.              | 48   | 38 | 18 | 12 | 8  | 47 | 32 | +15  |                             |
| 3    | U. D. Salamanca                | 48   | 38 | 20 | 8  | 10 | 55 | 32 | +23  |                             |
| 4    | U. E. Lleida                   | 46   | 38 | 17 | 12 | 9  | 49 | 25 | +24  |                             |
| 5    | Deportivo Alavés (D)           | 46   | 38 | 16 | 14 | 8  | 46 | 31 | +15  | Descenso a Tercera División |
| 6    | C. D. Orense                   | 46   | 38 | 18 | 10 | 10 | 49 | 32 | +17  |                             |
| 7    | Palencia C. F. (D)             | 43   | 38 | 16 | 11 | 11 | 43 | 34 | +9   | Disuelto                    |
| 8    | San Sebastián C. F.            | 42   | 38 | 16 | 10 | 12 | 57 | 53 | +4   |                             |
| 9    | Pontevedra C. F.               | 39   | 38 | 12 | 15 | 11 | 48 | 41 | +7   |                             |
| 10   | C. D. Hospitalet (D)           | 39   | 38 | 17 | 5  | 16 | 55 | 52 | +3   | Descenso a Tercera División |
| 11   | Zamora C. F. (D)               | 39   | 38 | 13 | 13 | 12 | 47 | 38 | +9   | Descenso a Tercera División |
| 12   | C. D. Binéfar (D)              | 37   | 38 | 12 | 13 | 13 | 47 | 51 | −4   | Descenso a Tercera División |
| 13   | C. D. Endesa Andorra (D)       | 37   | 38 | 12 | 13 | 13 | 59 | 58 | +1   | Descenso a Tercera División |
| 14   | Gimnàstic de Tarragona (D)     | 36   | 38 | 15 | 6  | 17 | 43 | 42 | +1   | Descenso a Tercera División |
| 15   | F. C. Andorra (D)              | 31   | 38 | 9  | 13 | 16 | 43 | 57 | −14  | Descenso a Tercera División |
| 16   | Sporting Atlético (D)          | 29   | 38 | 9  | 11 | 18 | 39 | 61 | −22  | Descenso a Tercera División |
| 17   | Arosa S. C. (D)                | 29   | 38 | 8  | 13 | 17 | 37 | 67 | −30  | Descenso a Tercera División |
| 18   | S. D. Compostela (D)           | 26   | 38 | 10 | 6  | 22 | 46 | 72 | −26  | Descenso a Tercera División |
| 19   | F.C. Barcelona Aficionados (D) | 23   | 38 | 6  | 11 | 21 | 35 | 61 | −26  | Descenso a Tercera División |
| 20   | C. D. Lalín (D)                | 21   | 38 | 6  | 9  | 23 | 26 | 72 | −46  | Descenso a Tercera División |

 Fuente: BDFútbol
Criterios de clasificación: Puntos · Enfrentamientos directos · Diferencia de goles · Goles a favor · Play-off
Notas:
1. ↑  El Deportivo Alavés fue descendido a Tercera División por impagos a sus jugadores.[1]
2. ↑  El Palencia Club de Fútbol fue disuelto al finalizar la temporada por problemas financieros.
3. ↑  El San Sebastián C. F. permaneció en Segunda División B al ocupar la plaza del Deportivo Alavés.[1]
4. ↑  El Pontevedra C. F. permaneció en Segunda División B al ocupar la plaza del Palencia C. F.[1]

#### Resultados
| Local \ Visitante          | ALV | FCA | ARO | BAR | BIN | COM | EAN | FIG | GIM | HOS | LAL | LLE | ORE | PAL | PON | RBU | SAL | SAS | SPO | ZAM |
| -------------------------- | --- | --- | --- | --- | --- | --- | --- | --- | --- | --- | --- | --- | --- | --- | --- | --- | --- | --- | --- | --- |
| Deportivo Alavés           | —   | 1–0 | 6–1 | 1–0 | 3–0 | 3–1 | 0–0 | 1–1 | 1–0 | 3–2 | 2–0 | 0–1 | 1–0 | 0–1 | 1–1 | 0–0 | 2–0 | 1–0 | 1–1 | 2–0 |
| F. C. Andorra              | 0–0 | —   | 3–0 | 1–1 | 2–2 | 2–1 | 1–1 | 1–3 | 1–3 | 2–1 | 1–1 | 0–1 | 1–0 | 2–2 | 1–1 | 1–1 | 0–0 | 0–0 | 2–1 | 0–0 |
| Arosa S. C.                | 0–2 | 4–3 | —   | 1–1 | 4–2 | 1–1 | 1–1 | 0–0 | 0–1 | 2–0 | 3–0 | 0–3 | 0–0 | 1–0 | 1–2 | 1–1 | 2–0 | 3–1 | 0–0 | 1–0 |
| F.C. Barcelona Aficionados | 2–0 | 0–3 | 3–0 | —   | 1–1 | 3–0 | 1–2 | 0–2 | 1–2 | 0–2 | 2–0 | 0–0 | 2–2 | 1–3 | 1–1 | 1–2 | 0–0 | 2–1 | 4–2 | 0–0 |
| C. D. Binéfar              | 1–1 | 5–1 | 3–1 | 2–0 | —   | 5–2 | 0–0 | 0–0 | 2–0 | 1–2 | 0–0 | 0–0 | 1–1 | 0–0 | 1–0 | 0–3 | 3–0 | 2–1 | 5–1 | 0–0 |
| S. D. Compostela           | 1–2 | 0–3 | 2–1 | 3–1 | 0–2 | —   | 0–1 | 3–3 | 1–0 | 2–0 | 2–0 | 0–0 | 1–4 | 1–2 | 3–2 | 2–3 | 2–3 | 1–3 | 0–2 | 1–0 |
| C. D. Endesa Andorra       | 2–0 | 2–0 | 3–3 | 3–1 | 1–2 | 2–0 | —   | 2–3 | 2–2 | 1–2 | 5–1 | 0–0 | 2–1 | 1–4 | 0–0 | 1–1 | 4–2 | 4–3 | 1–1 | 2–6 |
| U. D. Figueras             | 4–0 | 4–1 | 1–0 | 4–0 | 1–1 | 3–0 | 1–0 | —   | 5–1 | 2–0 | 4–0 | 0–2 | 3–1 | 2–1 | 1–0 | 2–0 | 2–1 | 4–1 | 4–0 | 1–1 |
| Gimnàstic de Tarragona     | 1–0 | 1–2 | 3–0 | 1–0 | 4–0 | 1–2 | 0–4 | 2–1 | —   | 2–1 | 1–2 | 0–1 | 2–0 | 0–1 | 3–1 | 0–0 | 2–1 | 2–0 | 1–1 | 2–0 |
| C. D. Hospitalet           | 3–1 | 3–2 | 3–1 | 1–1 | 2–1 | 3–1 | 1–1 | 0–2 | 1–0 | —   | 3–1 | 2–0 | 4–2 | 0–0 | 2–0 | 2–1 | 0–1 | 1–4 | 2–0 | 3–0 |
| C. D. Lalín                | 1–1 | 0–1 | 1–1 | 2–1 | 1–0 | 1–4 | 2–3 | 1–3 | 1–1 | 3–1 | —   | 1–4 | 0–3 | 0–0 | 0–0 | 0–1 | 0–5 | 0–1 | 1–0 | 1–0 |
| U. E. Lleida               | 1–1 | 1–0 | 7–0 | 1–1 | 2–0 | 1–1 | 0–0 | 1–2 | 0–2 | 0–2 | 3–1 | —   | 4–0 | 3–0 | 0–2 | 2–1 | 1–0 | 2–0 | 0–0 | 1–0 |
| C. D. Orense               | 0–0 | 2–1 | 0–0 | 2–2 | 0–1 | 2–0 | 2–1 | 2–0 | 2–0 | 2–1 | 2–0 | 2–0 | —   | 1–0 | 4–0 | 1–0 | 2–0 | 0–0 | 1–0 | 1–1 |
| Palencia C. F.             | 0–1 | 3–0 | 3–1 | 3–0 | 0–0 | 1–2 | 2–1 | 2–0 | 1–1 | 1–1 | 1–1 | 1–0 | 1–0 | —   | 0–0 | 2–1 | 1–0 | 0–1 | 3–1 | 0–0 |
| Pontevedra C. F.           | 0–3 | 2–0 | 1–1 | 4–1 | 8–1 | 1–1 | 2–0 | 1–1 | 1–1 | 2–0 | 4–1 | 1–1 | 1–1 | 1–0 | —   | 0–0 | 0–2 | 1–3 | 2–0 | 3–1 |
| Real Burgos C. F.          | 2–2 | 2–2 | 1–0 | 2–0 | 1–0 | 2–1 | 1–1 | 0–0 | 1–0 | 2–1 | 2–1 | 1–0 | 0–1 | 0–1 | 3–0 | —   | 2–1 | 2–0 | 1–0 | 2–1 |
| U. D. Salamanca            | 0–0 | 3–1 | 5–0 | 2–1 | 2–0 | 1–1 | 3–0 | 3–0 | 1–0 | 3–1 | 2–1 | 1–0 | 0–0 | 2–0 | 1–0 | 0–0 | —   | 1–1 | 2–1 | 2–1 |
| San Sebastián C. F.        | 2–2 | 2–2 | 2–2 | 1–0 | 2–1 | 2–0 | 2–1 | 2–2 | 1–0 | 2–1 | 2–0 | 1–1 | 0–3 | 5–2 | 0–0 | 2–1 | 1–2 | —   | 3–0 | 3–2 |
| Sporting Atlético          | 1–1 | 2–0 | 2–0 | 1–0 | 2–2 | 3–2 | 3–2 | 0–0 | 2–1 | 0–0 | 0–0 | 1–4 | 1–2 | 2–0 | 1–2 | 2–3 | 0–4 | 1–1 | —   | 2–0 |
| Zamora C. F.               | 1–0 | 1–0 | 0–0 | 3–0 | 2–0 | 3–1 | 4–2 | 0–0 | 1–0 | 3–1 | 3–0 | 1–1 | 1–0 | 1–1 | 1–1 | 1–1 | 0–0 | 4–1 | 4–2 | —   |

### Grupo II

#### Clasificación
| Pos. | Equipo                       | Pts. | PJ | G  | E  | P  | GF | GC | Dif. | Clasificación               |
| ---- | ---------------------------- | ---- | -- | -- | -- | -- | -- | -- | ---- | --------------------------- |
| 1    | Xerez C. D. (C, A)           | 47   | 38 | 18 | 11 | 9  | 43 | 24 | +19  | Ascenso a Segunda División  |
| 2    | R. B. Linense                | 46   | 38 | 20 | 6  | 12 | 64 | 44 | +20  |                             |
| 3    | Córdoba C. F.                | 43   | 38 | 14 | 15 | 9  | 42 | 38 | +4   |                             |
| 4    | A. D. Ceuta                  | 43   | 38 | 17 | 9  | 12 | 43 | 35 | +8   |                             |
| 5    | C. D. Alcoyano               | 42   | 38 | 15 | 12 | 11 | 44 | 39 | +5   |                             |
| 6    | U. D. Poblense               | 42   | 38 | 15 | 12 | 11 | 48 | 43 | +5   |                             |
| 7    | Granada C. F.                | 41   | 38 | 15 | 11 | 12 | 62 | 47 | +15  |                             |
| 8    | C. F. Calvo Sotelo (D)       | 41   | 38 | 15 | 11 | 12 | 44 | 41 | +3   | Descenso a Tercera División |
| 9    | Orihuela Deportiva C. F. (D) | 41   | 38 | 15 | 11 | 12 | 39 | 39 | 0    | Descenso a Tercera División |
| 10   | Levante U. D. (D)            | 38   | 38 | 16 | 6  | 16 | 43 | 50 | −7   | Descenso a Tercera División |
| 11   | A. D. Parla (D)              | 38   | 38 | 13 | 12 | 13 | 34 | 41 | −7   | Descenso a Tercera División |
| 12   | U. P. Plasencia (D)          | 37   | 38 | 13 | 11 | 14 | 41 | 46 | −5   | Descenso a Tercera División |
| 13   | Talavera C. F. (D)           | 37   | 38 | 13 | 11 | 14 | 41 | 46 | −5   | Descenso a Tercera División |
| 14   | Linares C. F. (D)            | 36   | 38 | 12 | 12 | 14 | 39 | 40 | −1   | Descenso a Tercera División |
| 15   | Betis Deportivo (D)          | 35   | 38 | 11 | 13 | 14 | 56 | 45 | +11  | Descenso a Tercera División |
| 16   | C. D. Manacor (D)            | 35   | 38 | 13 | 9  | 16 | 40 | 47 | −7   | Descenso a Tercera División |
| 17   | R. S. D. Alcalá (D)          | 34   | 38 | 11 | 12 | 15 | 36 | 40 | −4   | Descenso a Tercera División |
| 18   | Real Jaén C. F. (D)          | 33   | 38 | 12 | 9  | 17 | 47 | 53 | −6   | Descenso a Tercera División |
| 19   | Algeciras C. F. (D)          | 27   | 38 | 8  | 11 | 19 | 35 | 55 | −20  | Descenso a Tercera División |
| 20   | C. F. Lorca Deportiva (D)    | 24   | 38 | 7  | 10 | 21 | 39 | 67 | −28  | Descenso a Tercera División |

 Fuente: BDFútbol
Criterios de clasificación: Puntos · Diferencia de goles · Goles a favor · Play-off

#### Resultados
| Local \ Visitante        | ALA | ALY | ALG | BET | CAL | CEU | COR | GRA | JAE | LEV | LNR | LNS | LOR | MAN | ORI | PAR | PLA | POB | TAL | XER |
| ------------------------ | --- | --- | --- | --- | --- | --- | --- | --- | --- | --- | --- | --- | --- | --- | --- | --- | --- | --- | --- | --- |
| R. S. D. Alcalá          | —   | 2–0 | 0–0 | 2–1 | 1–0 | 0–0 | 1–1 | 1–1 | 2–0 | 0–1 | 0–0 | 3–1 | 4–2 | 3–0 | 0–2 | 0–0 | 1–1 | 2–0 | 2–0 | 0–1 |
| C. D. Alcoyano           | 3–0 | —   | 1–0 | 0–2 | 1–3 | 0–0 | 2–1 | 1–1 | 0–0 | 3–0 | 2–0 | 2–2 | 2–0 | 4–3 | 0–0 | 1–0 | 2–0 | 3–1 | 2–0 | 1–0 |
| Algeciras C. F.          | 2–0 | 0–0 | —   | 1–1 | 0–2 | 0–1 | 2–0 | 1–2 | 3–1 | 2–1 | 1–1 | 1–3 | 2–1 | 1–1 | 3–0 | 3–0 | 1–2 | 1–1 | 0–0 | 0–1 |
| Betis Deportivo          | 1–1 | 1–1 | 6–1 | —   | 2–1 | 3–0 | 5–0 | 3–3 | 2–3 | 2–0 | 0–0 | 0–0 | 3–0 | 3–0 | 0–2 | 4–0 | 2–1 | 2–2 | 1–1 | 0–1 |
| C. F. Calvo Sotelo       | 3–2 | 1–0 | 0–0 | 1–1 | —   | 0–0 | 2–1 | 0–3 | 1–1 | 4–0 | 1–0 | 2–1 | 1–1 | 2–0 | 2–0 | 1–2 | 1–0 | 1–0 | 0–2 | 1–0 |
| A. D. Ceuta              | 2–1 | 2–0 | 2–1 | 0–1 | 1–0 | —   | 3–3 | 3–1 | 4–2 | 2–0 | 0–0 | 3–1 | 2–0 | 1–0 | 0–0 | 3–0 | 1–2 | 2–0 | 2–1 | 1–0 |
| Córdoba C. F.            | 2–0 | 4–1 | 1–0 | 2–2 | 1–0 | 1–0 | —   | 1–0 | 3–1 | 3–2 | 2–0 | 1–0 | 1–1 | 0–0 | 1–1 | 1–1 | 1–0 | 0–1 | 1–0 | 0–0 |
| Granada C. F.            | 0–1 | 1–1 | 4–1 | 3–0 | 2–1 | 2–0 | 0–0 | —   | 1–1 | 1–1 | 1–0 | 2–3 | 2–0 | 1–0 | 4–1 | 3–1 | 3–1 | 6–2 | 0–1 | 2–1 |
| Real Jaén C. F.          | 1–1 | 0–2 | 0–1 | 2–1 | 2–3 | 1–0 | 1–2 | 0–0 | —   | 3–1 | 0–1 | 1–0 | 3–0 | 1–0 | 2–0 | 1–1 | 2–2 | 1–1 | 5–0 | 2–2 |
| Levante U. D.            | 2–0 | 2–0 | 1–0 | 2–0 | 2–1 | 3–1 | 1–1 | 1–1 | 2–1 | —   | 0–1 | 1–0 | 3–1 | 2–1 | 1–1 | 1–0 | 3–0 | 2–0 | 1–2 | 0–0 |
| Linares C. F.            | 3–0 | 2–2 | 3–0 | 3–2 | 1–1 | 1–1 | 1–0 | 2–0 | 1–2 | 2–0 | —   | 0–0 | 3–1 | 2–1 | 3–0 | 0–1 | 4–3 | 0–0 | 0–1 | 0–0 |
| R. B. Linense            | 2–1 | 2–1 | 2–0 | 3–1 | 4–1 | 3–0 | 3–2 | 2–2 | 2–1 | 2–0 | 6–1 | —   | 1–0 | 3–0 | 1–1 | 1–0 | 2–0 | 3–2 | 4–3 | 1–0 |
| C. F. Lorca Deportiva    | 1–1 | 0–0 | 2–2 | 1–0 | 1–1 | 1–1 | 1–1 | 2–2 | 5–0 | 2–1 | 3–2 | 0–2 | —   | 2–0 | 1–2 | 1–2 | 0–1 | 2–1 | 3–2 | 1–3 |
| C. D. Manacor            | 0–0 | 1–1 | 2–2 | 1–0 | 1–1 | 3–2 | 1–1 | 1–0 | 1–2 | 3–0 | 1–0 | 1–0 | 1–0 | —   | 5–0 | 4–3 | 1–0 | 0–0 | 2–1 | 2–0 |
| Orihuela Deportiva C. F. | 0–0 | 2–3 | 2–0 | 1–0 | 0–1 | 1–0 | 2–0 | 3–2 | 1–0 | 1–2 | 0–0 | 1–0 | 4–1 | 2–0 | —   | 1–2 | 0–1 | 0–0 | 2–1 | 2–0 |
| A. D. Parla              | 1–0 | 1–0 | 0–0 | 0–0 | 0–0 | 1–0 | 1–1 | 2–3 | 0–3 | 1–0 | 1–0 | 1–1 | 2–1 | 2–0 | 1–1 | —   | 1–1 | 0–2 | 3–0 | 0–1 |
| U. P. Plasencia          | 2–3 | 0–1 | 2–1 | 3–2 | 1–1 | 1–2 | 1–0 | 2–1 | 2–0 | 2–3 | 1–0 | 2–0 | 1–0 | 2–1 | 0–2 | 1–1 | —   | 0–0 | 0–0 | 1–1 |
| U. D. Poblense           | 2–1 | 1–1 | 1–0 | 1–1 | 4–1 | 0–1 | 0–1 | 2–1 | 1–0 | 4–1 | 1–1 | 3–2 | 3–0 | 1–2 | 2–1 | 1–0 | 1–1 | —   | 3–1 | 1–0 |
| Talavera C. F.           | 1–0 | 3–0 | 4–2 | 1–1 | 1–1 | 0–0 | 0–0 | 3–1 | 2–1 | 0–0 | 2–0 | 1–0 | 1–1 | 2–0 | 0–0 | 0–2 | 1–1 | 0–1 | —   | 1–3 |
| Xerez C. D.              | 1–0 | 1–0 | 4–0 | 1–0 | 2–1 | 1–0 | 1–1 | 1–0 | 2–0 | 2–0 | 3–1 | 3–1 | 4–0 | 0–0 | 0–0 | 0–0 | 0–0 | 2–2 | 1–2 | —   |

## Resumen
Campeones de Segunda División B y ascienden a Segunda división:
| - Unión Deportiva Figueras | - Xerez Club Deportivo |

Descienden a Tercera división: 
| Grupo I - Deportivo Alavés - Palencia Club de Fútbol - Centro de Deportes Hospitalet - Zamora Club de Fútbol - Club Deportivo Binéfar - Club Deportivo Endesa Andorra - Club Gimnàstic de Tarragona - Futbol Club Andorra - Sporting Atlético - Arosa Sociedad Cultural - Sociedad Deportiva Compostela - Fútbol Club Barcelona Aficionados - Club Deportivo Lalín | Grupo II - Club de Fútbol Calvo Sotelo - Orihuela Deportiva Club de Fútbol - Levante Unión Deportiva - Agrupación Deportiva Parla - Unión Polideportiva Plasencia - Talavera Club de Fútbol - Linares Club de Fútbol - Betis Deportivo - Club Deportivo Manacor - Real Sociedad Deportiva Alcalá - Real Jaén Club de Fútbol - Algeciras Club de Fútbol - Club de Fútbol Lorca Deportiva |

## Copa del Rey
Los siete primeros clasificados de cada grupo se clasifican para la siguiente edición de la Copa del Rey.
El Palencia CF desaparece y su puesto lo ocupa el San Sebastián CF. El Deportivo Alavés, a pesar de su descenso administrativo participa en la Copa del Rey.
| Predecesor: 1984/85 | Segunda División B de España 1985/1986 | Sucesor: 1986/87 |

- Datos: Q3954452